# Minloh
Minloh est un village du Cameroun, situé dans la région du Centre et le département du Nyong-et-Kéllé. Il est rattaché à la commune d'Éséka. 

## Population
En 1963-1964, la population de Minloh était de 184 habitants, principalement des Bassa. 
Lors du recensement de 2005, on y a dénombré 151 personnes.

## Patrimoine
Les tunnels ferroviaires de Njock sont situés dans le village de Minloh, sur le tronçon Eseka-Makak.